# NGC 4530
NGC 4530 је појединачна звезда у сазвежђу Ловачки пси која се налази на NGC листи објеката дубоког неба.
Деклинација објекта је + 41° 21' 14" а ректасцензија 12h 33m 47,6s. Привидна величина (магнитуда) објекта NGC 4530 износи 14,3 а фотографска магнитуда 4,3. NGC 4530 је још познат и под ознакама Beta CVn.